# Sankt Alexanderorden

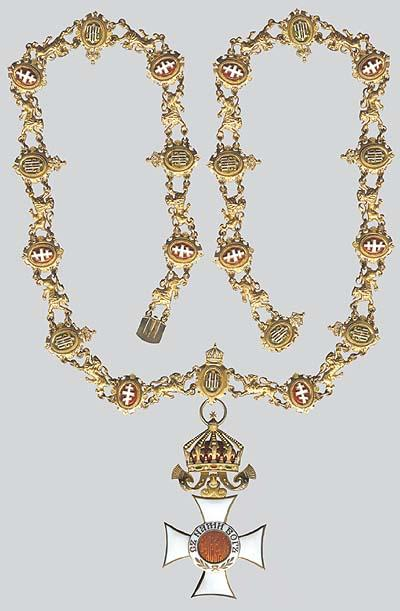
Storkedjan av Alexandersorden.

Alexandersorden (bulgariska: Орден "Свети Александър), var en orden som instiftades den 25 december 1881 av furst Alexander av Bulgarien, utvidgad den 14 augusti 1888 av furst Ferdinand av Bulgarien. Den bestod av fem klasser.